# Las Posadas
Las Posadas est une neuvaine (une prière de dévotion de neuf jours) commémorant le pèlerinage de Joseph et Marie de Nazareth à Bethléem. Elle est surtout célèbre en Amérique latine, au Mexique, au Guatemala, à Cuba, en Espagne et dans la communauté hispaniques aux États-Unis. Elle est célébrée chaque année entre le 16 décembre et le 24 décembre.

## Étymologie
Las Posadas dérive du mot espagnol posada (auberge) qui, fait référence aux auberges où Joseph et Marie ont dû dormir pendant leur voyage jusqu'à Bethléem juste avant la naissance de Jésus. La célébration dure un intervalle de neuf jours (appelé neuvaine) pendant la période de l'Avent, symbolisant les neuf mois de grossesse de Marie, la mère de Jésus-Christ.

## Histoire
La célébration est une tradition mexicaine depuis 1586,. De nombreuses fêtes mexicaines incluent des mises en scène d'événements, une tradition qui trouve ses racines dans le rituel des pièces bibliques utilisées pour enseigner la doctrine religieuse à une population largement analphabète au Xe siècle. Les reconstitutions ont perdu la faveur de l'Église et ont finalement été interdites car elles sont devenues populaires grâce à l'ajout de musiques folkloriques et d'autres éléments non religieux ; elles ont été réintroduites au XVIe siècle pour accompagner les vacances de Noël.
Au Mexique, la fête du solstice d'hiver était l'une des célébrations les plus importantes de l'année qui arrivait le 12 décembre selon le calendrier julien utilisé par les Espagnols jusqu'en 1582. Selon le calendrier aztèque, Notre-Dame de Guadalupe (la mère des dieux) était célébrée au solstice d'hiver, et elle est toujours fêtée le 12 décembre, alors que leur divinité la plus importante, le dieu solaire et de la guerre Huitzilopochtli, est né au mois de décembre (panquetzaliztli). Le parallèle dans le temps entre cette fête indigène et la célébration de Noël se prêtait à une fusion presque transparente des deux jours fériés. Voyant l'opportunité de faire du prosélytisme, les missionnaires espagnols ont apporté le spectacle religieux réinventé au Mexique où ils l'ont utilisé pour enseigner l'histoire de la naissance de Jésus. En 1586, le frère Diego de Soria obtint une bulle pontificale du pape Sixte V, déclarant qu'une messe de Noël devait être observée dans tout le Mexique les neuf jours précédant le jour de Noël. 
Alors que ses racines sont dans le catholicisme, les latinos protestants suivent également la tradition. 

## Observances

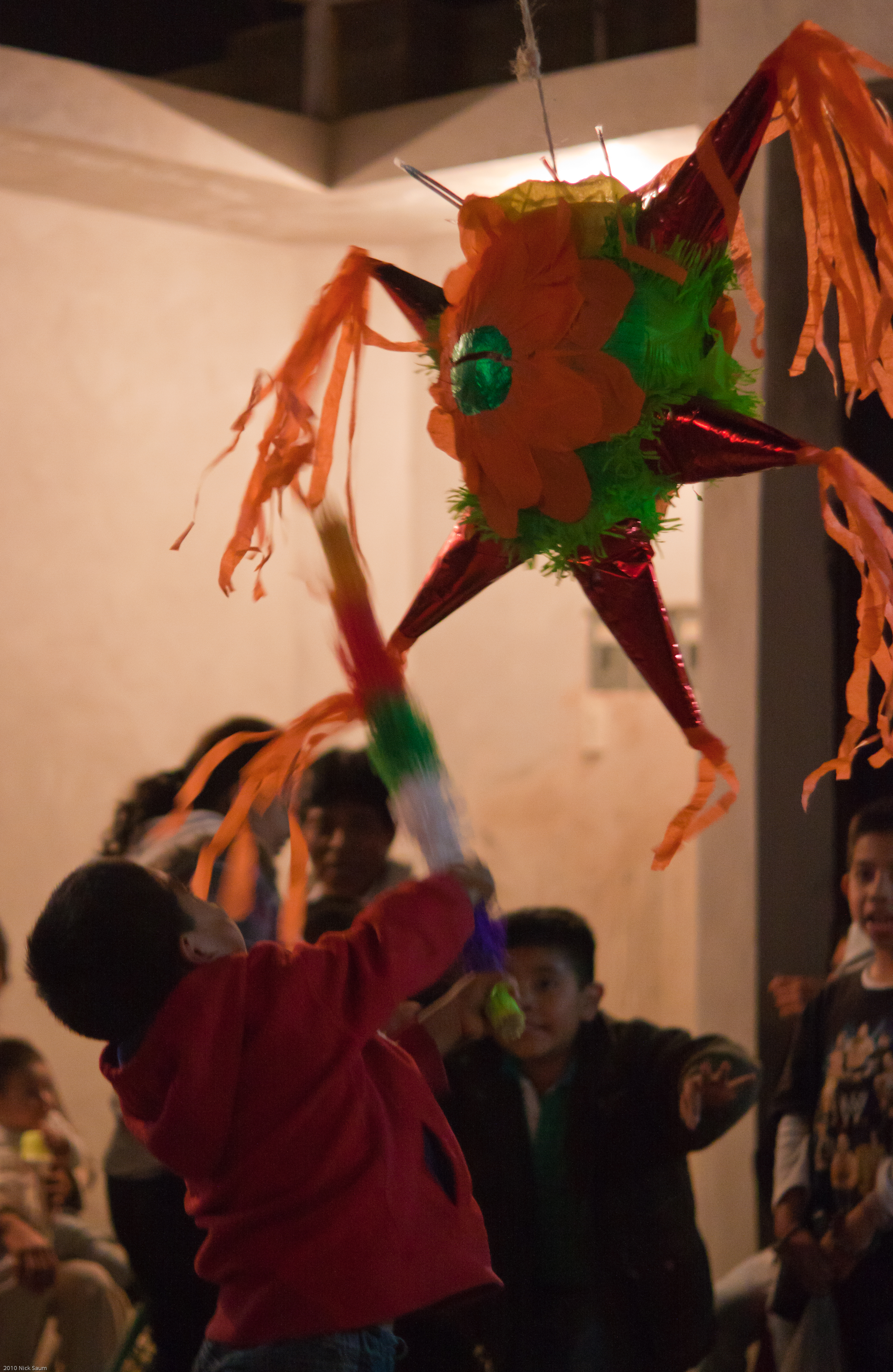
Enfants frappants une piñata le 24 décembre.

Il est de tradition que deux personnes se déguisent en Marie et en Joseph et qu'ils défilent en cortège vers certaines maisons désignées « auberges ». 
Les personnages de Marie et Joseph sont parfois simplement représentés par des statuettes en céramique, mais peuvent également être incarnés, accompagnés d'un âne, d'anges et des bergers se joignant en cours de route, ou des pèlerins qui peuvent porter des images des personnages saints à la place, tandis que les enfants costumés portent des poinsettias. La tête du cortège porte une bougie à l'intérieur d'un abat-jour en papier. La procession est suivie par des musiciens, tout le cortège chantant des posadas telles que pedir posada. Il est aujourd'hui courant de voir cette tradition se pratiquer entre amis ou en famille. Le groupe se divise alors en deux ; un à l'extérieur, représentant Marie et Joseph et l'autre dans l'habitation.
Ceux qui incarnent Marie et Joseph font du porte à porte chaque nuit pendant neuf nuits. À chaque maison, le couple demande en chanson (Las letanías) un hébergement pour la nuit. De l'autre côté de la porte, l'aubergiste et ses invités lui répondent toujours en chanson. Ce chant fait allusion aux portes auxquelles ont frappé Marie et Joseph avant de trouver le logement pour la naissance de Jésus. La demande de “posada” se fait 3 fois avant que l'on invite finalement le couple et le cortège à entrer. Le groupe d'invités entre dans la maison et s'agenouille autour de la crèche (Nacimientos Navideños) pour prier.
À la fin de la soirée du 24 décembre, lors du Réveillon, les enfants ouvrent des piñatas en forme d'étoile à sept pics et tout le monde partage un grand repas,.

### Variations régionales
Un événement à Portland, dans l'Oregon, se termine avec le Père Noël et des cadeaux de Noël offerts aux enfants dans le besoin. 
Une grande procession a lieu depuis 1966 le long de la San Antonio River Walk.  Il traverse de grands points de repère à San Antonio, Texas, y compris le Arneson River Theater, le Museo Alameda et le palais du gouverneur espagnol, se terminant à la cathédrale San Fernando. 
Aux Philippines, la tradition de Las Posadas est illustrée par le spectacle Panunulúyan ; parfois elle est exécutée juste avant la Misa de Gallo (Messe de Minuit) et parfois lors de chacune des neuf nuits.
Au Nicaragua, les générations plus âgées ont grandi en célébrant las posadas, mais la tradition est tombée en désuétude dans les villes dans les années 1960 ; cependant, une autre grande fête appelée La Gritería (Les Cris), le 7 décembre en l'honneur de la Purísima Virgen (La Vierge la plus pure). La Purísima est née à León dans les années 1600 avec des frères franciscains, et la célébration s'est rapidement répandue dans tout le pays. Dans les années 1800, il est devenu une fête nationale et est depuis devenu une tradition dans la diaspora nicaraguayenne. La Purísima commence à midi le 7 décembre avec un grand feu d'artifice. Vers 18 heures, d'autres feux d'artifice annoncent l'heure à laquelle les adultes et les enfants se promènent dans leurs quartiers ou leurs villes avec des sacs en toile de jute à la main pour visiter différents autels tout en chantant la Vierge Marie. En échange de chants, les gens reçoivent des bonbons, des fruits et des jouets. La fête se prolonge dans la nuit. À minuit, des feux d'artifice commencent.
Cuba a une tradition similaire appelée Parrandas ; cependant, son atmosphère est plus similaire à Carnaval. La tradition a commencé au XIXe siècle par le Père Francisco Vigil de Quiñones, prêtre de la Grande Cathédrale de Remedios, afin d'amener les gens à aller aux messes de minuit la semaine avant Noël ; il a eu l'idée de former des groupes d'enfants et de leur fournir des pots, des assiettes et des cuillères pour qu'ils puissent courir dans le village en faisant du bruit et en chantant des vers. L'idée a persisté au fil des ans.
En Colombie, au Venezuela et en Équateur, les familles et les amis se réunissent du 16 au 24 décembre pour prier la Neuvaine d'Aguinaldos.